# Samawah
Samawah eller As-Samawah (arabisk: السماوة) er en by i det sydøstlige Irak med 152.890 indbyggere, beliggende 280 km sydøst for Bagdad.
Byen er den nutidige hovedstad i Al Muthanna-provinsen. Byen er placeret mellem Bagdad og Basra i den nordlige del af provinsen.